# Charles Gore (Bischof)

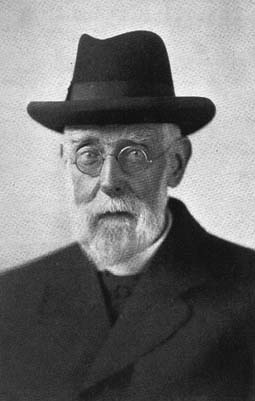
Charles Gore

Charles Gore (* 22. Januar 1853 in Wimbledon; † 17. Januar 1932 in London) war anglikanischer Bischof und Theologe.

## Leben
Gore, dessen Bruder Spencer ein britischer Tennisspieler war, stammte als Ururenkel von Arthur Gore, 1. Earl of Arran ab. Nach seinem Studium in Oxford wurde er 1878 Priester der anglikanischen Kirche und zwei Jahre später stellvertretender Leiter des Cuddesdon-College. Von 1884 bis 1893 war er erster Leiter des Pusey-Studienzentrums (1833 gegründet von Edward Bouverie Pusey), wo er 1889 in Weiterentwicklung des Anliegens der Oxfordbewegung den Sammelband Lux Mundi herausgab. Er wirkte auch in der 1889 gegründeten christlichen Gewerkschaftsbewegung mit und gründete 1892 die Community of the Resurrection (eine sozial engagierte Gemeinschaft von Männern). 1900 sandte er Mitglieder der Gemeinschaft nach Südafrika, wo unter anderem einheimische Priester ausgebildet wurden, unter ihnen auch Desmond Tutu.
1894 bis 1902 war er Priester an der Westminster Abbey, danach bis 1905 Bischof von Worcester, bis 1911 in Birmingham und bis 1919 in Oxford. Im Anschluss wirkte er in London als Schriftsteller, Dozent und Prediger. 1930 unternahm er eine sechsmonatige Predigt- und Vortragsreise durch Indien. Diese Reise schwächte ihn und zwei Jahre später starb er.